# Psychotria surianii
Psychotria surianii är en måreväxtart som beskrevs av Ignatz Urban. Psychotria surianii ingår i släktet Psychotria och familjen måreväxter. Inga underarter finns listade i Catalogue of Life.